# Pipes of Peace
Albums de Paul McCartney
Tug of War
(1982) Give My Regards to Broad Street
(1984)
Pipes of Peace est un album studio de Paul McCartney, le cinquième qu'il enregistre en solo, paru en 1983. Produit par George Martin, producteur des Beatles, l'album reprend ce qui a fait le succès de l'opus précédent, Tug of War. Plusieurs des chansons ont d'ailleurs été enregistrées au cours des sessions de préparation de ce dernier, à Montserrat, début 1981. Si les chansons restantes sont enregistrées en 1982, l'album est repoussé à la fin de l'année suivante, McCartney étant très occupé par un autre projet, son film Give My Regards to Broad Street.
L'album reprend également une autre des recettes qui a fait le succès de son prédécesseur : les collaborations avec de prestigieux artistes. La collaboration n'est ici pas des moindres puisque McCartney interprète deux titres avec un Michael Jackson alors en pleine ascension. L'un d'eux, Say Say Say, connaît un grand succès à sa sortie en single. La chanson titre Pipes of Peace, réponse au titre Tug of War, connaît également un grand succès sous ce format.
L'album lui-même, malgré un accueil mitigé de la critique qui l'apprécie nettement moins que son prédécesseur, rencontre un véritable succès commercial. À la quatrième place des charts au Royaume-Uni, il réalise un nombre de ventes supérieur à Tug of War, devenant ainsi disque de platine en deux mois. S'il ne dépasse pas la quinzième place de l'autre côté de l'Atlantique, inaugurant une longue absence des tops 10 américains jusqu'à Flaming Pie en 1997, il s'écoule néanmoins à plus d'un million d'exemplaires.

## Liste des chansons
1. Pipes of Peace
2. Say Say Say  - Avec Michael Jackson
3. The Other Me
4. Keep Under Cover
5. So Bad - Avec Ringo Starr
6. The Man - Avec Michael Jackson
7. Sweetest Little Show
8. Average Person - Avec Ringo Starr
9. Hey Hey
10. Tug of Peace
11. Through Our Love
12. Twice in a Lifetime*
13. We All Stand Together*
14. Simple as That*

Vidéoclips (DVD)
1. Say Say Say (feat. Michael Jackson) (Official Video) - 4:58
2. Pipes of Peace (Official Video) - 4:01

Les chansons marquées d'un astérisque sont des bonus ajoutés lors de la remasterisation CD.

## Fiche de production

### Personnel
Selon le livret inclut avec l'album :
- Paul McCartney : chant, guitare, basse, piano, claviers, synthétiseur, batterie
- Linda McCartney : claviers, chœurs
- Bill Wolfer : claviers sur Say, Say, Say
- Michael Jackson : chant sur Say, Say, Say et The Man
- David Williams : guitare sur Say, Say, Say
- Denny Laine : guitare, chant
- Eric Stewart : guitare, chœurs
- Hugie Burn : guitare
- Geoff Whitehorn : guitare
- Nathan Watts : basse sur Say, Say, Say
- Stanley Clarke : basse, chœurs
- Gavin Wright : violon
- Jerry Hey : cordes, cor français
- Gary Grant : cuivres
- Gary Herbig : flûte
- Chris Hammer Smith : harmonica sur Say, Say, Say
- Andy Mackay : saxophone
- Ernie Watts : saxophone
- Ringo Starr : batterie  sur So Bad et Average Person
- Ricky Lawson : batterie sur Say, Say, Say
- Steve Gadd : batterie
- Dave Mattacks : batterie
- James Kippen : tabla sur Pipes of Peace
- Pestalozzi Children's Choir : chœurs sur Pipes of Peace

## Divers
Le label de l'album vinyle a la particularité d'imiter le fameux label "gold & black" de l'album Please Please Me des Beatles, très prisé des collectionneurs, en version modernisée.[réf. nécessaire]
La pochette s'inspire en partie du tableau Chaise à la pipe de Vincent van Gogh.